# Dorfkirche Reetz (Wiesenburg)

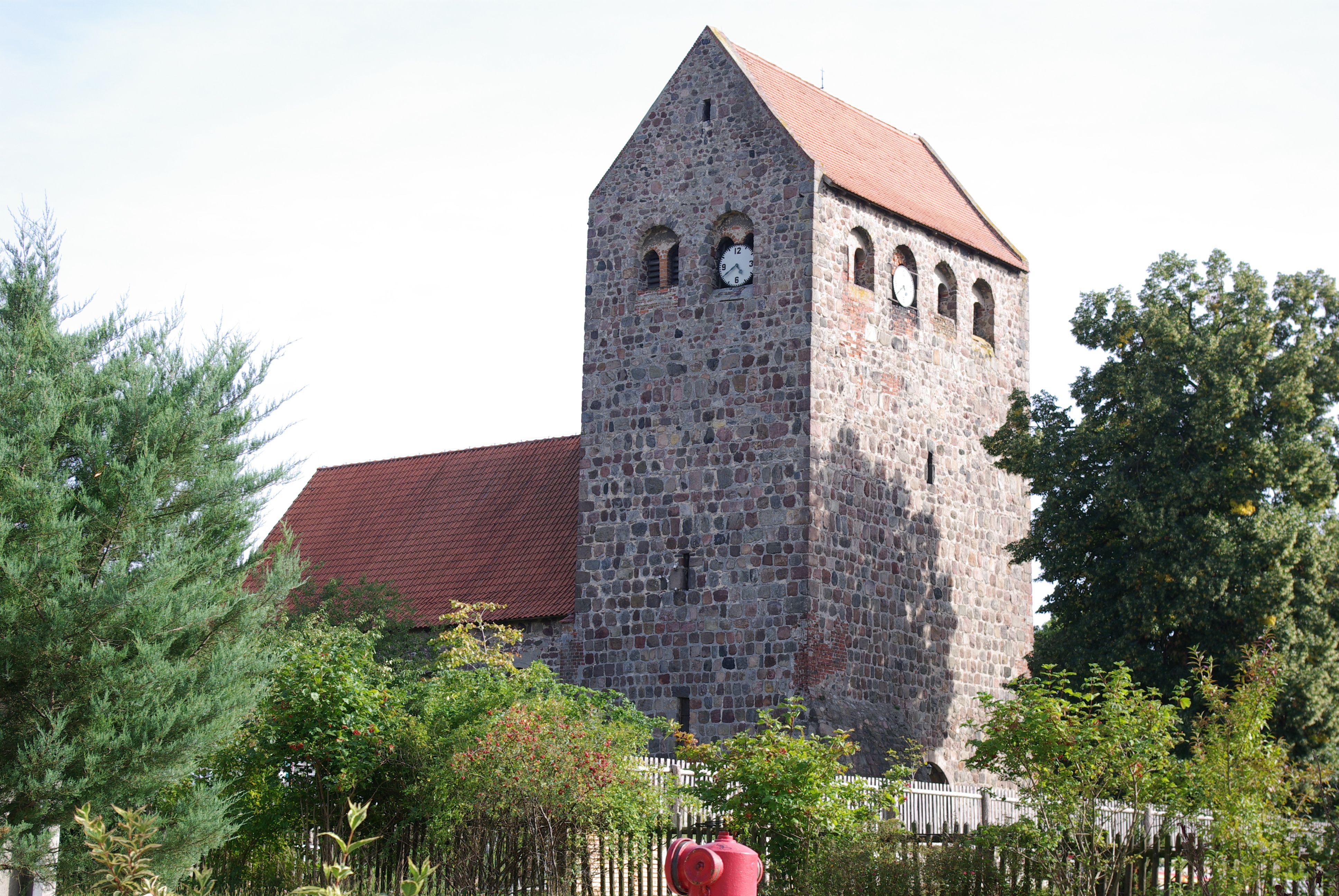
Dorfkirche Reetz

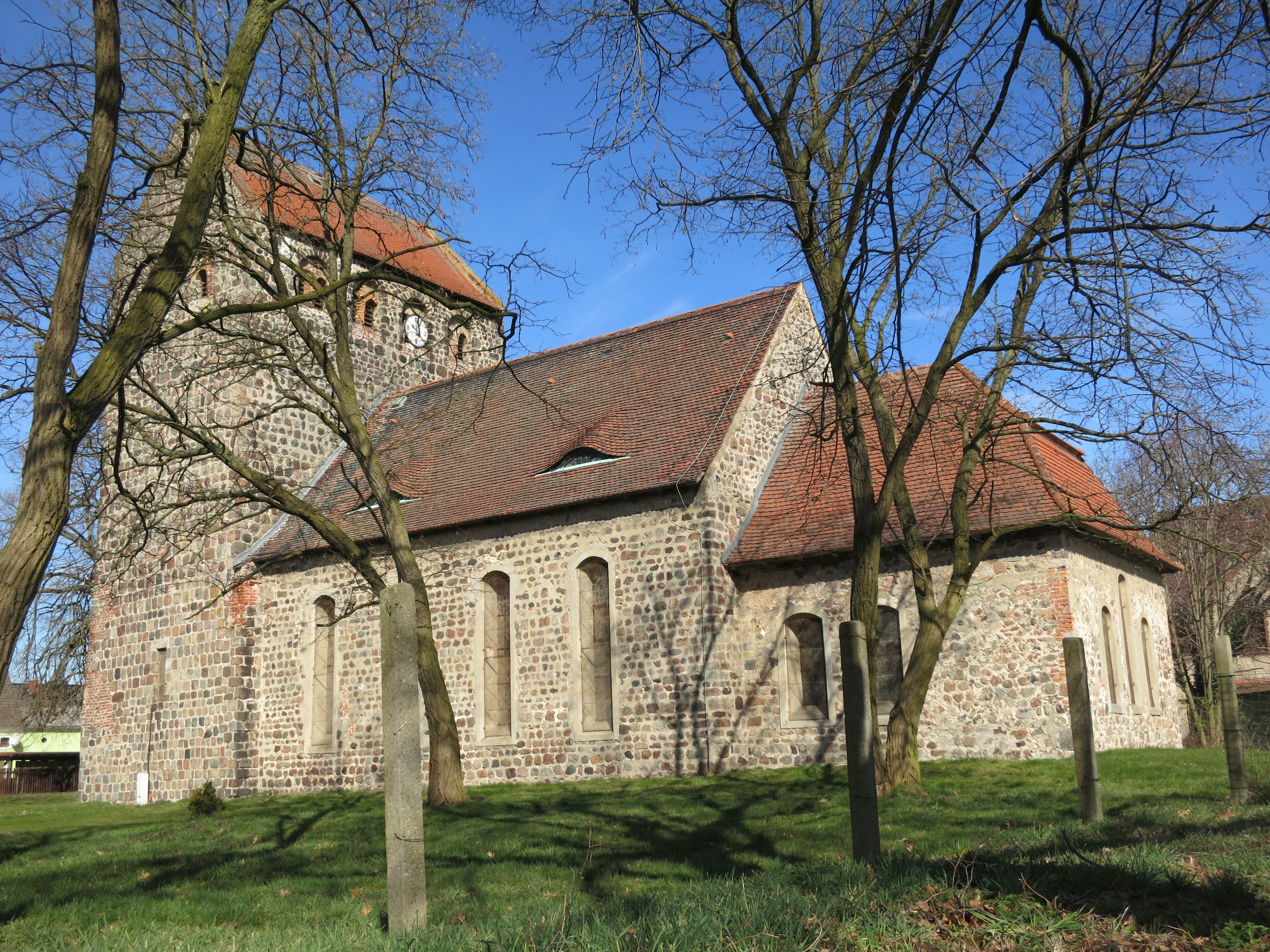
Südostansicht

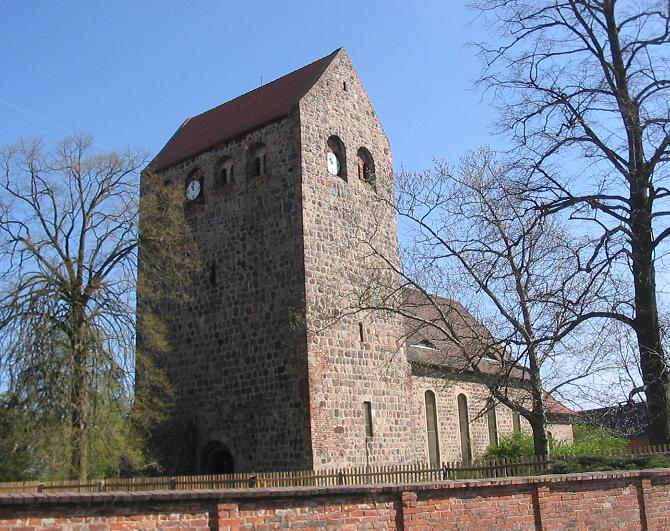
Südwestansicht

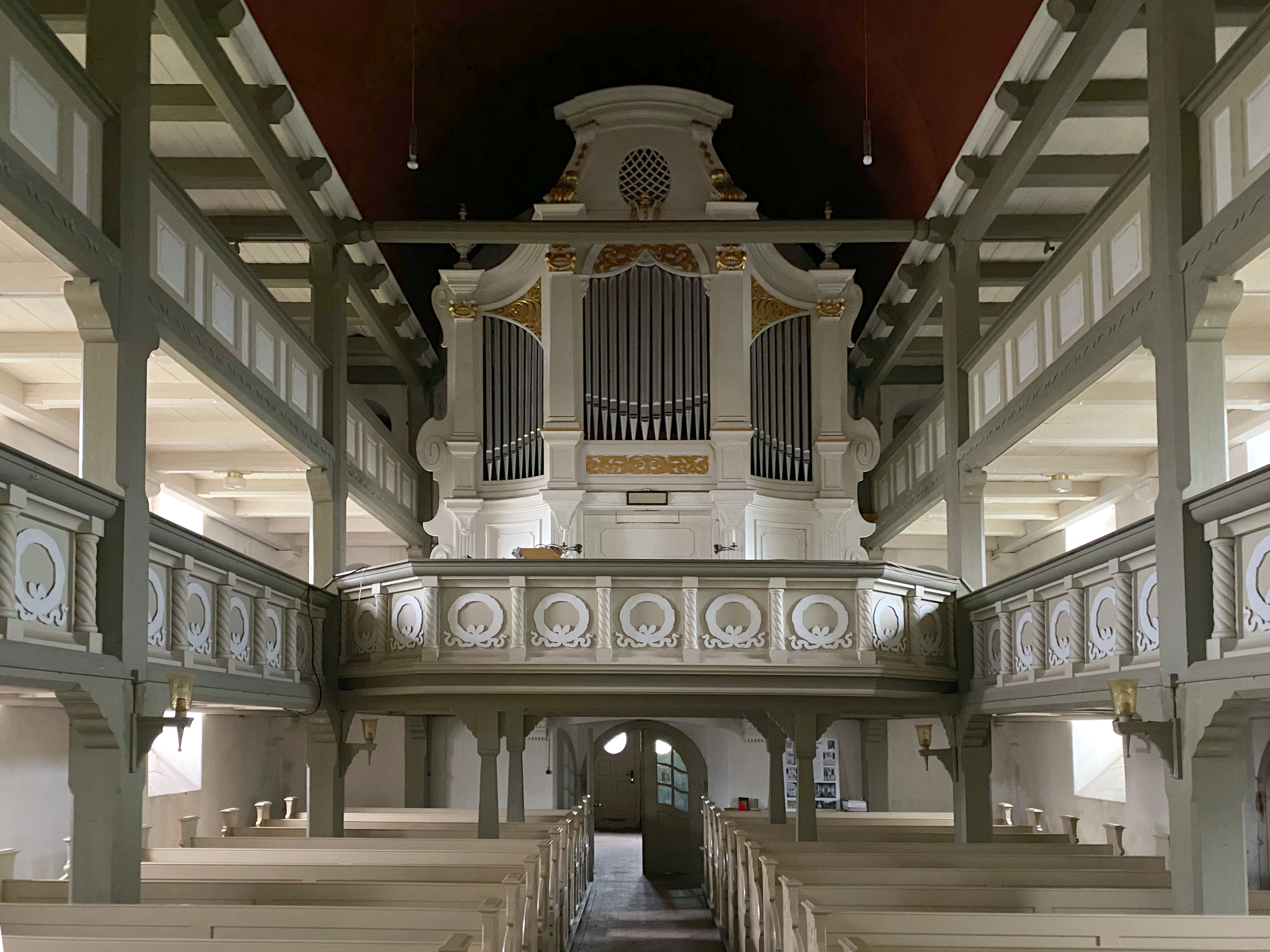
Orgel

Die evangelische Dorfkirche Reetz ist eine romanische Feldsteinkirche im Ortsteil Reetz von Wiesenburg/Mark im Landkreis Potsdam-Mittelmark in Brandenburg. Sie gehört zur Evangelischen Kirchengemeinde Wiesenburg/Mark im Kirchenkreis Mittelmark-Brandenburg der Evangelischen Kirche Berlin-Brandenburg-Schlesische Oberlausitz.

## Geschichte und Architektur
Die Dorfkirche ist ein Saalbau aus Feldsteinquadern aus der ersten Hälfte des 13. Jahrhunderts, mit eingezogenem Chor und mächtigem, leicht aus der Flucht der Schiffswände vortretendem Westquerturm. Sie wurde in den Jahren 1654–1663 wiederhergestellt, wobei vermutlich der Chor infolge der Zerstörungen mit Rechteckschluss anstelle einer Apsis wiederhergestellt wurde. In den Jahren 1805/06 erfolgte eine Erneuerung des Chorschlusses, 1854 wurden die Fenster stichbogig erweitert und ein nördlicher Emporenaufgang am Chor angebaut. In den Jahren 1904/05 wurde eine eingreifende Renovierung vorgenommen.
Das Schiff aus den ersten Jahren des 13. Jahrhunderts ist aus unregelmäßigen Feldsteinmauerwerk erbaut; der etwas jüngere Kirchturm besteht demgegenüber aus sorgfältig gequadertem Mauerwerk und wird auf das erste Drittel des 13. Jahrhunderts datiert.
Im Turm sind ein dreifach gestuftes, rundbogiges Feldsteinportal und rundbogige Schallluken eingelassen, ihre Zwillingsarkaden in Backstein erneuert. Der Innenraum ist von der Renovierung 1904/05 geprägt: Den Raumabschluss bildet ein hölzernes Tonnengewölbe, zweigeschossige Emporen sind im Norden und Süden eingebaut, im Westen befinden sich die  dreiseitig gebrochene Orgelempore und die Chorempore. Gleichzeitig wurden im Wesentlichen die Ausstattung und die Ausmalung geschaffen. Am Triumphbogen ist der Rest eines Stuckkämpfers mit Blattornament erhalten.

## Ausstattung
Die hölzerne Kanzel mit schwerem polygonalem Fuß stammt vom Anfang des 17. Jahrhunderts und wurde 1905 ergänzt. Zwei Schnitzfiguren stammen aus Medewitz (stark beschädigt; zur Zeit ausgelagert): eine Madonna um 1430/40; ein heiliger Sebastian aus der zweiten Hälfte des 15. Jahrhunderts. Ein hölzernes Epitaph aus dem 17. Jahrhundert ist mit Gemälden des Abendmahls und einer Kreuzesallegorie versehen (ausgelagert). Ein Grabstein aus Ton wurde für Michael Hörnigk († 1684) gesetzt. Eine mittelalterliche Glocke ist erhalten.
Die Orgel ist ein Werk von Adam Eifert aus dem Jahr 1904 mit 14 Registern auf zwei Manualen und Pedal, das 1975 durch die Firma Mitteldeutscher Orgelbau A. Voigt restauriert wurde.